# Running (canção de No Doubt)
"Running" é uma canção da banda norte-americana No Doubt contida em seu quinto álbum de estúdio, Rock Steady (2001). Foi composta por Tony Kanal e Gwen Stefani, enquanto a produção ficou a cargo de Nellee Hooper e No Doubt. Foi lançado mundialmente como quarto e último single do álbum em 1 de julho de 2003. A canção também foi utilizada no último episódio da série de TV Sabrina, the Teenage Witch, em 2003.

## Antecedentes
A canção foi escrita por Stefani e Tony Kanal na sala de estar de Kanal. Eles usaram umo velho teclado Yamaha que o pai de Kanal tinha comprado para ele quando estava na oitava série e desenvolveram primeiramente a harmonia da música e, em seguida, escreveram as letras. A banda trabalhou na faixa para dar-lhe um "som bolado", mas ficaram descontentes com o resultado e então levaram a canção ao produtor Nellee Hooper, que despojou Running até o básico. A canção foi então produzido por ele, com quem Stefani colaborou novamente para o seu projeto solo, dois anos depois.

## Desempenho nas tabelas musicais

### Posições
| Parada (2012)                      | Melhor posição |
| ---------------------------------- | -------------- |
| Alemanha - Media Control AG        | 55             |
| Estados Unidos - Billboard Hot 100 | 62             |
| Estados Unidos - Pop Songs         | 20             |
| Estados Unidos - Radio Songs       | 68             |
| Estados Unidos - Top 40 Tracks     | 28             |